# ببغاء الإقليم المداري الجديد
ببغاوات الإقليم المداري هي فصيلة فرعية (تحت عائلة) من فصيلة الببغائية، تضم حوالي 150 نوعًا تتوزع على 32 جنسًا، موطنها هي جميع أنحاء أمريكا الجنوبية والوسطى والمكسيك وجزر الكاريبي و (سابقًا) جنوب الولايات المتحدة. أحد أشهر الأنواع التي تنتمي لهذه الفصيلة الفرعية هو المكاو الأزرق الأصفر، وببغاء الشمس، والأمازون أصفر الرأس.
عرف الأوروبيين ببغاوات الإقليم المداري منذ أن دونها كولومبوس في مذكراته عام 1492. من بين أولى الأعمال التي قدمت أوصافًا منهجية للطيورهو كتاب هيستوريا ناتوراليس برازيليا (تاريخ البرازيل الطبيعي) لعالم الطبيعة الألماني جورج ماركغريف والذي نُشر عام 1648، وكتاب التاريخ الطبيعي لكارولينا وفلوريدا وجزر الباهاما المؤلف من مجلدين لعالم الطبيعة الإنجليزي مارك كاتسبي والذي نشر في لندن في عامي 1731 و 1743.
انقرضت عدة أنواع وجنس واحد في القرون الأخيرة. وانقرض جنس ثان في البرية. صنف الاتحاد الدولي لحفظ الطبيعة أكثر من ثلث الأنواع الموجودة على أنها مهددة بالإنقراض. عدد قليل من هذه الببغاوات معرضة لخطر الانقراض الوشيك بسبب أن عددها يقل عن 500 سواءً في البرية أو في الأسر كالمكاو الأزرق المخضر، مكاو سبيكس ، والمكاو أزرق الحنجرة، ببغاء بورتوريكو، وببغاء فويرتس [الإنجليزية]. من أهم الأسباب الرئيسية لانخفاض أعداد الببغاوات هي فقدان الموائل الناتج عن إزالة الغابات عن طريق قطع الأشجار، والحرائق، والفيضانات عن طريق بناء السدود ، وتجارة الحيوانات الأليفة، واستيطان الحيوانات الدخيلة المفترسة غير الأصلية إلى تلك الموائل.
وفقًا لتقنيات التأريخ الجزيئي، فإن ببغاوات الإقليم المداري أحادية النمط الخلوي، وقد عزلت جغرافيًا لمدة 30-55 مليون سنة على الأقل. على الرغم من عدم وجود العديد من الأحافير للببغاوات الحالية، إلا أن الغالبية منها تعود للبغاوات من قبيلة أريني [الإنجليزية] وأقدم تلك الحفريات عمرها 16 مليون سنة. تؤكد هذه الحفريات أنه بحلول العصر البليستوسيني قبل بضعة ملايين من السنين كانت غالبية الأصناف المعاصرة مستقلة.
تتكون ببغاوات الإقليم المداري من نوعين على الأقل من الفصائل الأحادية اللون، الأول من الببغاوات طويلة الذيل مثل الببغاوات والكونيور، والآخر من الببغاوات قصيرة الذيل مثل الأمازون. تقسم ببغاوات الإقليم المداري إلى قبيلتين يسهل التفريق بينهما، وذلك عن طريق طول الذيل، فأفراد قبيلة (Arini) يملكون أذيالا طويلة، أما أفراد قبيلة (Androglossini) فيملكون أذيالا قصيرة.
مؤخرًا في عام 2002؛ اكتشف نوع جديد وهو الببغاء الأصلع [الإنجليزية] أو الببغاء البرتقالي الرأس.

## التصنيف
لببغاوات الإقليم المداري قبيلتان، لكل قبيلة منهما عدد من الأجناس.

### قبيلة Arini
- Cyanoliseus، مثل الببغاء الناقب (Cyanoliseus patagonus).
- Enicognathus، مثل البراكيت رفيع المنقار (Enicognathus leptorhynchus).
- Rhynchopsitta، مثل الببغاء غليظ المنقار (Rhynchopsitta).
- Pyrrhura، مثل الببغاء قرمزي البطن (Pyrrhura perlata).
- Anodorhynchus، مثل المقو الأزرق (Anodorhynchus hyacinthinus).
- Leptosittaca، مثل البراكيت ذهبي الريش (Leptosittaca branickii).
- Ognorhynchus، مثل الببغاء أصفر الأذن (Ognorhynchus icterotis)
- Diopsittaca، مثل المقو أحمر الكتفين (Diopsittaca nobilis).
- Guarouba، مثل الببغاء الذهبي (Guaruba guarouba).
- Conuropsis، مثل براكيت كارولينا (Conuropsis carolinensis) (منقرض).
- Cyanopsitta، مثل المقو الأزرق الصغير (Cyanopsitta spixii).
- Orthopsittaca، مثل المقو أحمر البطن (Orthopsittaca manilata).
- Ara، مثل المقو الأزرق والأصفر (Ara ararauna).
- Primolius، مثل المقو أزرق الرأس (Primolius couloni).
- Aratinga، مثل البراكيت الأخضر (Aratinga holochlora).
- Nandayus، مثل البراكيت أسود الجبين (Nandayus nenday).

### قبيلة Androglossini
- Pionopsitta، مثل الببغاء أحمر الرأس (Pionopsitta pileata).
- Triclaria، مثل الببغاء أزرق البطن (Triclaria malachitacea).
- Pyrilia، مثل الببغاء بني الرأس (Pyrilia haematotis).
- ببغاء بينوس Pionus، مثل الببغاء أزرق الرأس (Pionus menstruus).
- Graydidascalus، مثل الببغاء قصير الذيل (Graydidascalus brachyurus).
- Alipiopsitta، مثل الببغاء أصفر الوجه (Alipiopsitta xanthops).
- Amazona، وهي ببغاوات الأمازون، مثل ببغاء الأمازون الكوبي (Amazona leucocephala).

### غير مؤكدة الموقع التصنيفي
- ببغاء الكايك Pionites، مثل الببغاء أسود الرأس (Pionites melanocephalus).
- Deroptyus، مثل ببغاء المروحة الحمراء (Deroptyus accipitrinus).
- Hapalopsittaca، مثل الببغاء أحمر الوجه (Hapalopsittaca pyrrhops).
- Nannopsittaca، مثل ببغاء تيبوي (Nannopsittaca panychlora).
- Psilopsiagon، مثل براكيت الجبال (Psilopsiagon aurifrons).
- Bolborhynchus، مثل براكيت الأنديز (Bolborhynchus orbygnesius).
- Touit، مثل الببغاء بني الظهر (Touit melanonotus).
- Brotogeris، مثل البراكيت أبيض الجناح (Brotogeris versicolurus).
- Myiopsitta، مثل البراكيت الناسك (Myiopsitta monachus).
- ببغاء فوربس Forpus، مثل الببغاء المكسيكي (Forpus cyanopygius).

## المرجع
ببغاء الإقليم المداري

## اقرأ أيضا
- ببغاء الغطاس